# Cytisus filipes
Cytisus filipes är en ärtväxtart som beskrevs av Philip Barker Webb. Cytisus filipes ingår i släktet kvastginster, och familjen ärtväxter. Inga underarter finns listade i Catalogue of Life.

## Bildgalleri

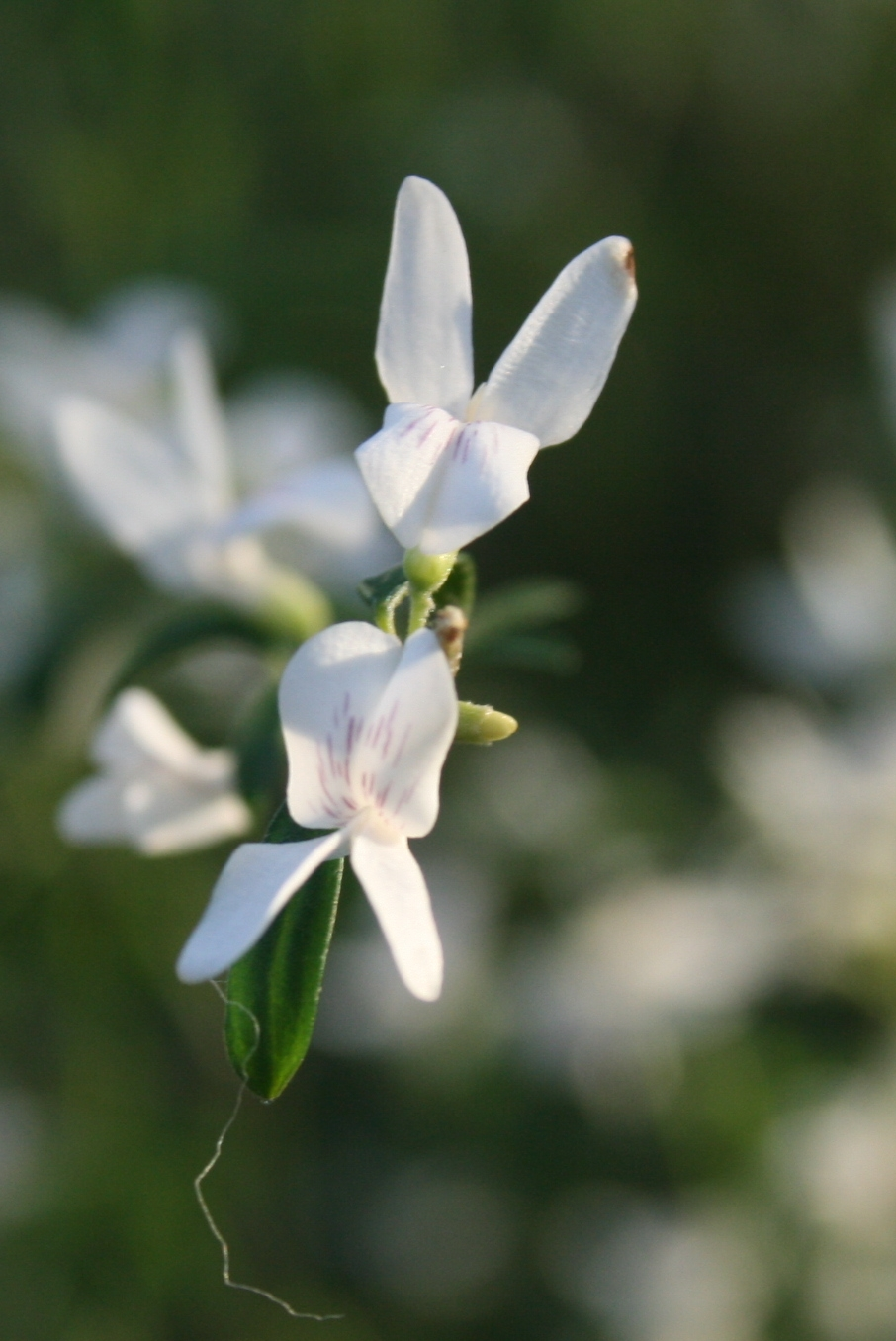
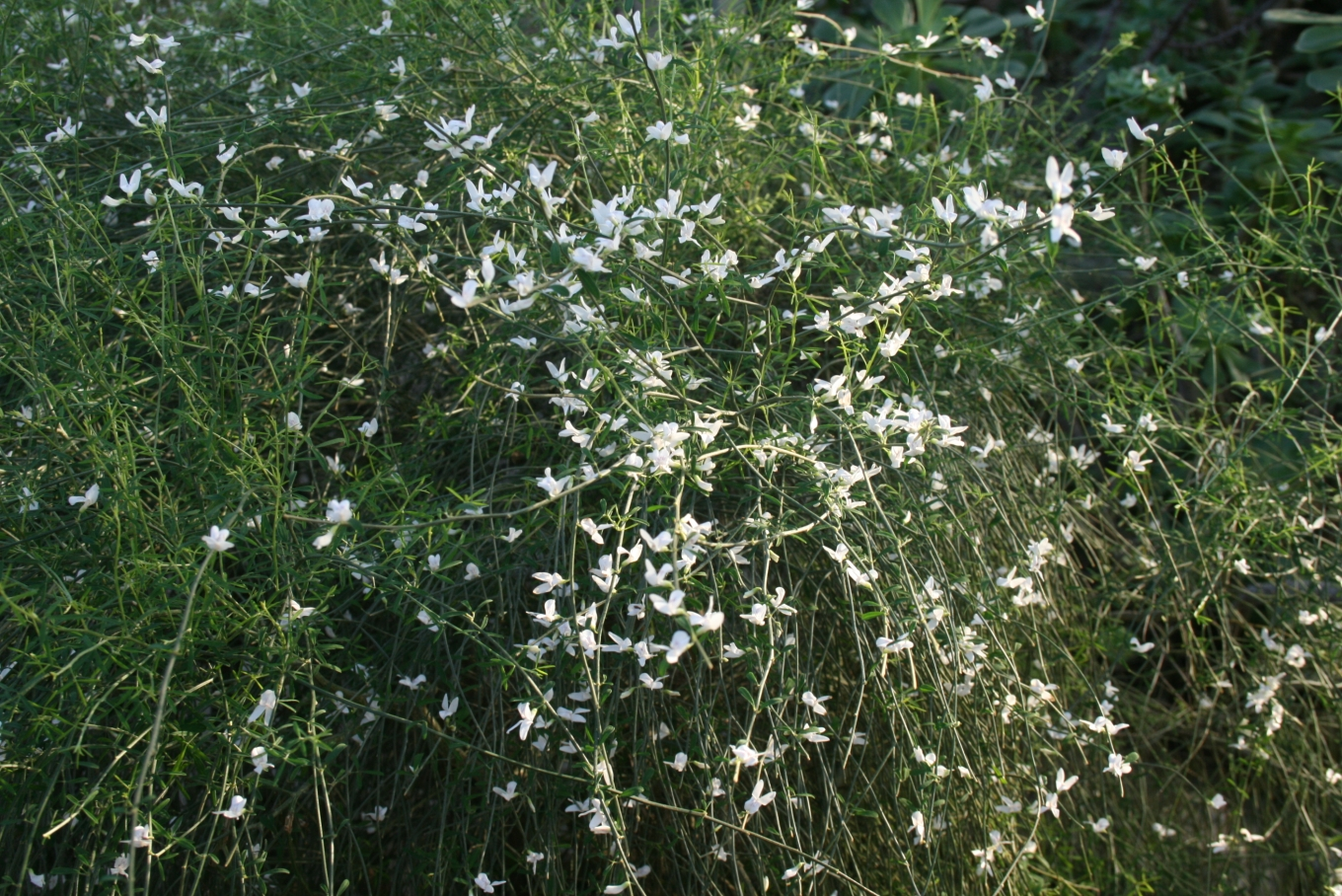